# 弓場沙織
弓場 沙織（ゆみば さおり、1977年11月25日 - ）は、日本の女優、声優。ぷろだくしょんバオバブ所属。東京都出身。

## 経歴
元々声優になろうとしていたわけではなく、感情を思切りだすと周りから白い眼で見られるのが嫌で中学、高校時代は自分の感情を素直に出すことができる演劇に魅力を感じ、演劇部に所属して舞台役者を目指していた。高校2年生の時から部活以外に演劇の養成所に週3回通うようになり、高校を卒業すると俳優座の養成所に入所した。研究生のときに『大岡越前』にレギュラー出演が決まり、そこで現場の厳しさを体験し落ち込むが、鍛えられたもしたという。
3年間の養成所生活を終えると紹介されたプロダクションに所属、そこで声優の仕事をあてがわれるが、最初は何も知らないまま現場に行かされたという。当初は声優の仕事を本気で続けようとは考えていなかったが、これがきっかけとなり、1年半におよぶ『ロズウェル - 星の恋人たち』の吹き替えに関わったことで声優として本格的に活動することを決意し、ぷろだくしょんバオバブに移籍する。移籍の少し前には『グリーン・デスティニー』『初恋のきた道』、移籍後は『パイレーツ・オブ・カリビアン/呪われた海賊たち』『キング・アーサー』といった大作や、『美しき日々』『僕の彼女を紹介します』といった作品の吹き替えに関わった。
過去には劇団俳優座、エー・アンド・イー、劇団朋友に所属していた。

## 人物
アニメ、吹き替え、舞台と幅広く活動している。声優としては吹き替えの仕事が多く、キーラ・ナイトレイを中心にレイトン・ミースター、チャン・ツィイーなどの吹き替えをしている。
趣味は養成所の授業で出会った日本舞踊で、2007年時点でその稽古は欠かさないとしていた。資格はペン字検定2級、日本漢字能力検定2級、日本舞踊「花柳流名取」、花柳女観。

## 出演
太字はメインキャラクター。

### テレビアニメ
2004年
- あたしンち（2004年 - 2008年、生徒1、女優、マキティ、やよい、メイド 他）

2006年
- ウィッチブレイド（ノーラ）
- ケロロ軍曹（サユリ）
- クレヨンしんちゃん（2005年 - 2010年、マキティ、上板橋やよい、コンビニの店員、販売員）
- 結界師（篠原真桜）
- 爆球Hit! クラッシュビーダマン（ダラミ）

2007年
- キスダム -ENGAGE planet-（燻京香）
- Myself ; Yourself（音楽教師）

2008年
- 古代王者 恐竜キング Dキッズ・アドベンチャー 翼竜伝説（ミハサ〈2代目〉、アラミス）

2009年
- ゴルゴ13（ジェニー）
- ドルアーガの塔 〜the Sword of URUK〜（シエラ、ティアー・オブ・アイス）

2013年
- AMNESIA（劇中ヒロイン）

2016年
- 逆転裁判 〜その「真実」、異議あり!〜（2016年 - 2019年、狩魔冥） - 2シリーズ

### 劇場アニメ
- PSYCHO-PASS サイコパス Sinners of the System Case.1 罪と罰（2019年、夜坂泉[15]）

### ゲーム
2005年
- キングダム ハーツII（エリザベス・スワン）

2006年
- パイレーツ・オブ・カリビアン/デッドマンズ・チェスト（エリザベス・スワン）
- ぼくのなつやすみポータブル ムシムシ博士とてっぺん山の秘密!!（ヨシコちゃん）

2007年
- ぼくのなつやすみ3 -北国篇- 小さなボクの大草原（花咲めぐみ）

2008年
- 天誅4（凛姿）

2012年
- アーマード・コアV（アンジー）
- GRAVITY DAZE/重力的眩暈:上層への帰還において彼女の内宇宙に生じた摂動（シーワスプ＝ユニカ）

2015年
- トロピコ5（ヴェロニカ・ヴェネノ）

2016年
- 英雄伝説 空の軌跡 the 3rd Evolution（セレスト・D・アウスレーゼ）

2017年
- GRAVITY DAZE 2/重力的眩暈完結編:上層への帰還の果て、彼女の内宇宙に収斂した選択（シーワスプ＝ユニカ）
- ガンダムバーサス（サラ・ザビアロフ）

2019年
- キングダム ハーツIII（エリザベス・スワン）

2021年
- ディシディア ファイナルファンタジー オペラオムニア（レイラ）

2023年
- 機動戦士ガンダム U.C. ENGAGE（サラ・ザビアロフ）

2024年
- 機動戦士ガンダム アーセナルベース（サラ・ザビアロフ）

### ドラマCD
- Vassalord.（ミランダ・シーガル）

### 吹き替え

#### 担当女優
キーラ・ナイトレイ
- ある公爵夫人の生涯（ジョージアナ〈デヴォンシャー公爵夫人〉）
- アンナ・カレーニナ（アンナ・カレーニナ）
- エベレスト 3D（ジャン・ホール）
- エンド・オブ・ザ・ワールド（ペニー）
- キング・アーサー（グウィネヴィア）
- コレット（ガブリエル・コレット）
- サイレント・ナイト（ネル）
- シルク（エレーヌ）
- つぐない（セシーリア・タリス）
- パイレーツ・オブ・カリビアンシリーズ（エリザベス・スワン）
  - パイレーツ・オブ・カリビアン/呪われた海賊たち
  - パイレーツ・オブ・カリビアン/デッドマンズ・チェスト
  - パイレーツ・オブ・カリビアン/ワールド・エンド

- はじまりのうた（グレタ）
- PURE ピュア (ルイーズ)
- ブラック・ダヴ（ヘレン・ウェッブ）
- プライドと偏見（エリザベス・ベネット）
- ラブ・アクチュアリー（ジュリエット）
- ロスト・ストーリー（レア）
- ロンドン・ブルバード -LAST BODYGUARD-（シャーロット）
- わたしを離さないで（ルース）

サラ・ガドン
- ドラキュラZERO（ミレナ）
- フラッシュポイント -特殊機動隊SRU-（ターシャ・レッドフォード）
- ベル ある伯爵令嬢の恋（エリザベス・マレー）

スペンサー・ロック
- ウォーク。ライド。ロデオ。（アンバリー）
- バイオハザードIII（Kマート）※テレビ朝日版（デラックスエディションBlu-ray収録）
- バイオハザードIV アフターライフ（Kマート）※テレビ朝日版（デラックスエディションBlu-ray収録）

ジュディ・グリア
- ウェス・クレイヴン's カースド（ジョアニー）
- エリザベスタウン（ヘザー・ベイラー）
- キャリー（デジャルダン先生）
- チャーリー・シーンのハーパー★ボーイズ（マイラ）

チャン・ツィイー
- グリーン・デスティニー（玉嬌龍）※ソフト版
- クローバーフィールド・パラドックス（タム）
- パープル・バタフライ（シンシア/ディンホエ）
- 初恋のきた道（チャオディ）
- ホースメン（クリスティン・スピッツ）

チョン・ジヒョン
- デイジー（ヘヨン）
- 僕の彼女を紹介します（ヨ・ギョンジン）
- 星から来た男（ソン・スジョン）
- ラスト・ブラッド（サヤ）

パイパー・ペラーボ
- 12人のパパ（ノーラ・ベーカー）
- 12人のパパ2（ノーラ・ベーカー）
- 翼をください（ポーリー）

レイトン・ミースター
- 俺のムスコ（ジェイミー・マーティン）
- 恋するモンテカルロ（メグ）
- ゴシップガール（ブレア・ウォールドーフ）
- ジャッジ 裁かれる判事（カーラ・パウエル）

#### 映画
- アーサーと魔王マルタザールの逆襲（セレニア〈セレーナ・ゴメス〉）
- アーサーとふたつの世界の決戦（セレニア〈セレーナ・ゴメス〉）
- アート・オブ・デビル（ナン〈アリッサ・ウィル〉）
- アクシデンタル・スパイ（カルメン〈キム・ミン〉）※DVD版
- 悪魔の毒々パーティー（グウェン）
- 明日に向って撃て!（エッタ・プレース〈キャサリン・ロス〉[19]）※スター・チャンネル版
- アパートメント（ローレン〈キャンディス・エリクソン〉）
- アバター・オブ・マーズ（デジャ・ソーリス姫〈トレイシー・ローズ〉）
- ウォンテッド（キャシー〈クリステン・ヘイガー〉）※劇場公開版
- エージェント・コーディ ミッション in LONDON（エミリー〈ハンナ・スピアリット〉）
- 80デイズ（モニカ・ラ・ロッシュ〈セシル・ドゥ・フランス〉）※テレビ東京版
- エルカミーノ: ブレイキング・バッド THE MOVIE（ジェーン・マーゴリス〈クリステン・リッター〉[20]）
- お買いもの中毒な私!（アリシア〈レスリー・ビブ〉）
- オズの魔法使い（ドロシー〈ポーリー・ロハス〉）
- 俺たちステップ・ブラザース -義兄弟- （アリス・ハフ〈キャスリン・ハーン〉）
- 角砂糖（キム・シウン〈イム・スジョン〉）
- ガタカ（看護師長〈ウナ・デーモン〉）※BD版
- キム・ポッシブル（実写版）（ボニー・ロックウォラー）
- グリマーマン（ミリー）※テレビ朝日版
- クロウ/真・飛翔伝説（ローラ〈タラ・リード〉）
- 撃鉄2 -クリティカル・リミット-（スタツィ〈アンジェラ・ゴッツ〉）
- 殺し屋チャーリーと6人の悪党（ルーシー・ウェッブ〈テリーサ・パーマー〉）
- サウンド・オブ・サイレンス（エリザベス・バロウズ〈ブリタニー・マーフィ〉）※テレビ朝日版
- シャーク・ナイト（サラ〈サラ・パクストン〉）
- ジャンプイン！（ジーナ〈ポーラ・ブランカーティ〉）
- スイミング・プール（ジュリー〈リュディヴィーヌ・サニエ〉）
- スコーピオン・キング ※日本テレビ版
- スティック・イット!（ジョアン・チャリス）
- ストレンジャー・コール（ジル・ジョンソン〈カミーラ・ベル〉）
- SPUN スパン（ニッキー〈ブリタニー・マーフィ〉）
- スリープウォーク（モリー〈ヘイリー・ダフ〉）
- スリザー（ブレンダ）
- セイブ・ザ・ラストダンス（サラ・ジョンソン〈ジュリア・スタイルズ〉）
- 世界の涯てに（チャイ・ラム〈ケリー・チャン〉）※クロックワークス版
- セレニティー（リバー・タム〈サマー・グロー〉）
- ソロリティФフォーエバー（マディソン）
- ゾンビ・ホスピタル（リリー〈キーリー・サンチェス〉）
- タイタニック2012（エイミー・メイン）
- 旅するジーンズと19歳の旅立ち（ジュリア〈レイチェル・ニコルズ〉）
- 007 ドクター・ノオ（ハニー・ライダー〈ウルスラ・アンドレス〉[21]）※アルティメットDVD版
- 血のエイプリルフール（バービー）
- 中国の植物学者の娘たち（チェン・アン）
- テッド（ターニャ・テリー〈ローラ・ヴァンダーヴォート〉）
- 鉄板スポーツ伝説（ミシェル・フィールズ〈ブルック・ネヴィン〉）
- デビルズ・レジェンド（クララ〈ジャーロット・ソルト〉）
- 伝説のロックスター再生計画（ジャッキー・Q〈ローズ・バーン〉）
- トッツィー（ジュリー・ニコルズ〈ジェシカ・ラング〉）※ソフト版
- ドラキュラ（ミナ・マリー〈ウィノナ・ライダー〉）※15周年アニバーサリー・エディションDVD、Blu-ray版
- DRAGON ROADドラゴンロード～導かれし勇者～(カーチャ〈ジェニファー・ドロージ〉)
- トランスポーター2（ローラ〈ケイト・ノタ〉[22]）※テレビ朝日版
- トロイ（ブリセイス〈ローズ・バーン〉）※テレビ朝日版
- トワイライト 特別篇（ロザリー・ヘイル〈ニッキー・リード〉）※日本テレビで放映
- 28週後...（タミー・ハリス〈イモージェン・プーツ〉）
- ネバー・サレンダー 肉弾突撃（ロビン）
- ノウイング（グレース・ケストラー〈ナディア・タウンゼンド〉）
- バルザック 情熱の生涯（アンナ・ハンスカ）
- ピッチブラック（キャロリン・フライ〈ラダ・ミッチェル〉）※VHS・旧盤DVD版
- ビューティー・ショップ（ジョアン〈ミーナ・スヴァーリ〉）
- ファイナル・デス・ゲーム（エレーナ〈ナイケ・リベリ〉）
- ブラック・ウォーター（リー〈メイヴ・ダーモディ〉）
- ブルークラッシュ2（タラ〈シャーニ・ヴィンソン〉）
- フレディVSジェイソン（ギブ〈キャサリン・イザベル〉）※ソフト版
- ヘブン・アンド・アース 天地英雄（文殊〈ヴィッキー・チャオ〉）
- 星降る夜のリストランテ (チェチリア〈マリー・ジラン〉)
- ホワイト・ライズ（レベッカ）
- メン・イン・ブラック2（ヘイリー）※ソフト版
- UFO -侵略-（キャリー〈ビアンカ・ブリー〉）
- ライズ・オブ・ザ・レジェンド 〜炎虎乱舞〜（シンラン〈アンジェラベイビー〉）
- ラプター（イムリン・ナムウォン）
- リザレクション（マッチ売りの少女〈イム・ウンギョン〉）
- 隣人は静かに笑う（ブルック・ウルフ〈ホープ・デイヴィス〉）※テレビ東京版
- レッド・ブロンクス（ナンシー〈フランソワーズ・イップ〉）※テレビ東京版
- ロードキラー（ヴェナ・ウィルコックス〈リーリー・ソビエスキー〉）※テレビ版
- ワイルドシングス2（マヤ〈レイラ・アルシーリ〉）
- ワイルド・スピードX2（スーキー〈デヴォン青木〉）※テレビ朝日版
- ワン・ミス・コール（レアン・コール〈アズラ・スカイ〉）

#### ドラマ
- アナザー・ライフ〜天国からの3日間〜 第1シーズン（若いエドウィーナ〈エイミー・プライス＝フランシス〉）
- ER緊急救命室
  - シーズン7 #18（タミー〈Ｊ・カレン・トーマス〉）
  - シーズン12 #2（クレア〈エリン・コットレル〉）
  - シーズン13（ケイティ・アルバロ〈マラヤ・リヴェラ・ドリュー〉）
- 1%の奇跡（ユ・ヒョンジン〈ハン・ヘジン〉）
- WITHOUT A TRACE/FBI 失踪者を追え! #98（マリア・ノートン）
- ウェディング（シン・ユンス〈ミョン・セビン〉）
- ヴァンパイア・ダイアリーズ　シーズン7 （ヴァレリー〈エリザベス・ブラックモア〉）
- ヴェロニカ・マーズ（ヴェロニカ・マーズ〈クリスティン・ベル〉）
- 美しき日々（イ・ミンジ〈シン・ミナ〉）
- エレメンタリー ホームズ&ワトソン in NY
- エンジェル（ウィンフレッド・バークル）
- おとぼけスティーブンス一家（レン・スティーブンス〈クリスティン・カールソン・ロマノ〉）
- オンエアー（オ・スンア〈キム・ハヌル〉）
- 悲しき恋歌（チャ・ファジョン〈キム・ヨンジュ〉）
- 神々の晩餐 -シアワセのレシピ-（ハ・インジュ / ソン・ヨヌ〈ソ・ヒョンジン〉）
- 奇皇后 〜ふたつの愛 涙の誓い〜（バヤンフト〈イム・ジュウン〉）
- キツネちゃん、何しているの?（コ・ジュニ〈キム・ウンジュ〉）
- キャッスル シーズン4 ドッグショー殺人事件（ケイ・カップチオ〈ヒラリー・バートン〉）
- クリミナル・マインド FBI行動分析課 シーズン10第9話（サラ・ライアン〈アンジェリーク・カブラル〉）
- クローザー シーズン4（キャリー・リーバス）
- コールドケース4 #20
- コールドケース7 ザ・ファイナル（テンリー）
- CSI:科学捜査班（エリー・ブラス〈ティール・レッドマン〉）
- CSI:マイアミ
  - シーズン1 #16（エイミー〈シェルビー・フェナー〉）
  - シーズン2（ラナ〈サラ・パクストン〉）
  - シーズン6 #12（レイチェル・ヘミング〈エリン・ケイヒル〉）
  - シーズン9 #14（ブレア・ホーキンズ〈リンゼイ・ゴッドフリー〉）
- The O.C.シーズン2（リンジー・ガードナー〈シャノン・ルチオ〉）
- シナリオライターは君だ! 第2シーズン（キャサリン）
- 主任警部アラン・バンクス（ミランダ〈マディ・フィリップス〉）
- 新ビバリーヒルズ青春白書（エイドリアナ〈ジェシカ・ロウンズ〉）
- スーパーナチュラル シーズン11 - 12（トニ・ベヴェル〈エリザベス・ブラックモア〉）
- スタートレック:エンタープライズ（ホシ・サトウ〈リンダ・パーク〉）※第3シーズンから
- 雪山飛狐（程霊素〈ジリアン・チョン〉）
- ソウルメイト（チュヒ）
- 孫悟空の遊勇伝（沙悟浄〈エミリー・コッケレル〉）
- 孫子兵法
- タイタニック 愛と偽りの航海（メアリー・マロニー〈ルース・ブラッドリー〉）
- タルジャの春（オ・タルジャ〈チェリム〉）
- デスパレートな妻たち（アナ・ソリス）※シーズン5より
- トンイ（チョンイム〈チョン・ユミ〉）
- ハイスクール・ウルフ シーズン2（レイブン）
- 走れ!ケリー（シボーン）
- ファン・ジニ（ソムソム）
- ふたりはお年ごろ（アンドレア）
- ブレイキング・バッド（ジェーン・マーゴリス〈クリステン・リッター〉）
- BONES
  - シーズン1 #10（トリシア・フィン）
  - ファイナル・シーズン #8（キャスリン・トバイン）
- 魔術師 MERLIN（モルガーナ〈ケイティ・マクグラス〉）
- ミス・マープル2 シタフォードの謎（ヴァイオレット・ウィレット〈キャリー・マリガン〉）
- ミディアム 霊能者アリソン・デュボア シーズン2 #5、シーズン3 #15（高校時代のアリソン〈ジェシー・シュラム〉）
- 緑の丘のブルーノ（ロティ）
- THE MENTALIST メンタリストの捜査ファイル（モンタギュー博士〈リンダ・パーク〉）
- 雪の女王（キム・ボラ〈ソン・ユリ〉）
- ライン・オブ・ビューティ 愛と欲望の境界線（キャスリン・フェデン〈ヘイリー・アトウェル〉）
- レ・ミゼラブル（エポニーヌ〈アーシア・アルジェント〉）
- ロイヤルファミリー（チョ・ヒョンジン）
- ロズウェル - 星の恋人たち（イザベル・エバンズ〈キャサリン・ハイグル〉）
- 乱暴〈ワイルド〉なロマンス（カン・ジョンヒ〈ジェシカ〉）

#### アニメ
- キム・ポッシブル（ボニー・ロックウォラー）
  - キム・ポッシブル シーズン1 - シーズン4
  - キム・ポッシブル ザ・シークレットファイル
  - キム・ポッシブル タイムトラベル
  - キム・ポッシブル デンジャラス・ファイブ
  - キム・ポッシブル ザ・ムービー ドラマチック・ナイト
- スター・ウォーズ/クローン・ウォーズ（ドーター）

### テレビドラマ
- 大岡越前（第15部）（菊江）